# 돼지 사육

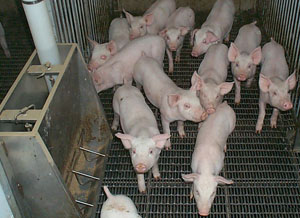
한 농장의 요크셔돼지

돼지 사육(pig farming)은 국내 돼지를 가축으로 키우고 사육하는 것으로 축산업의 한 분야이다. 돼지는 주로 식품(예: 돼지고기: 베이컨, 햄, 개먼)과 피혁을 얻기 위해 사육된다.
돼지는 집약적 상업 단위, 상업적 자유 방목 기업 또는 대규모 농업(마을, 도시 또는 도시를 돌아다니는 것이 허용되거나 간단한 보호소에 묶여 있거나 주인 집 밖에 있는 우리에 갇히는 것) 등 다양한 농업 스타일에 순응시킬 수 있다. 역사적으로 농장 돼지는 소수로 사육되었으며 주인의 거주지나 같은 마을이나 마을과 밀접하게 연관되어 있었다. 이들은 고기와 지방의 공급원으로 평가되었으며, 먹을 수 없는 음식을 고기와 거름으로 전환하는 능력으로 인해 농가에서 보관할 때 종종 가정용 음식물 쓰레기를 먹였다. 도시 쓰레기를 대규모로 처리하기 위해 돼지를 사육해 왔다.
이러한 모든 형태의 돼지 농장이 오늘날 사용되고 있지만 집약적 농장이 매우 비용 효율적인 방식으로 많은 양의 돼지를 키울 수 있는 잠재력으로 인해 가장 인기가 있다. 선진국에서는 상업용 농장의 기후 조절 건물에 수천 마리의 돼지를 사육한다. 돼지는 인기 있는 가축 형태로, 전 세계적으로 매년 10억 마리 이상의 돼지가 도살되며, 미국에서는 1억 마리가 도살된다. 돼지의 대부분은 인간의 식품으로 사용되지만, 의류, 가공식품 원료, 화장품, 의료용 원료로 사용되는 피부, 지방 및 기타 재료도 공급한다.

## 같이 보기
- 돼지
- 축산
- 집약농업
- 미니돼지